# Rebelia berytella
Rebelia berytella är en fjärilsart som beskrevs av Hans Rebel 1917. Rebelia berytella ingår i släktet Rebelia och familjen säckspinnare. Inga underarter finns listade.